# جوني غاليكي
جون «جوني» مارك غاليكي (بالإنجليزية: John "Johnny" Mark Galecki)‏  (من مواليد 30 أبريل 1975 ) هو ممثل أمريكي. عُرِف بشخصية الدكتور ليونارد هوفستاتر في المسلسل الكوميدي نظرية الانفجار الكبير على قناة سي بي اس منذ ظهوره في أول حلقة عام 2007 وحتى 2017. وترشح لجائزة الإيمي برايم تايم عن دوره في المسلسل.
جون قام أيضا بتمثيل أداور بسيطة، في أفلام مثل الحصان الذي يرفس (1989 )،و ملوك الانتحار (1997 ) ، وأعرف ماذا فعلت الصيف الماضي (1997 ) ، المراهنون (2003 ) ، و في الوقت ( 2011) .

## روابط خارجية
- جوني غاليكي على موقع IMDb (الإنجليزية)
- جوني غاليكي على موقع روتن توميتوز (الإنجليزية)
- جوني غاليكي على موقع ألو سيني (الفرنسية)
- جوني غاليكي على موقع تيرنر كلاسيك موفيز (الإنجليزية)
- جوني غاليكي على موقع أول موفي (الإنجليزية)
- جوني غاليكي على موقع قاعدة بيانات برودواي على الإنترنت (الإنجليزية)
- جوني غاليكي على موقع قاعدة بيانات الأفلام السويدية (السويدية)
- جوني غاليكي على موقع إن إن دي بي (الإنجليزية)
- جوني غاليكي على موقع قاعدة بيانات الفيلم (الإنجليزية)
- جوني غاليكي على موقع كينوبويسك (الروسية)